# NGC 2123
NGC 2123 је расејано звездано јато у сазвежђу Златна риба које се налази на NGC листи објеката дубоког неба.
Деклинација објекта је - 65° 19' 18" а ректасцензија 5h 51m 43,4s. Привидна величина (магнитуда) објекта NGC 2123 износи 12,6 а фотографска магнитуда 12,8. NGC 2123 је још познат и под ознакама ESO 86-SC36.